# Diplusodon paraisoensis
Diplusodon paraisoensis är en fackelblomsväxtart som beskrevs av A. Lourteig. Diplusodon paraisoensis ingår i släktet Diplusodon och familjen fackelblomsväxter. Inga underarter finns listade i Catalogue of Life.